# Werneria
Werneria es un género de anfibios de la familia Bufonidae endémico de Camerún, Togo, Gabón y, quizá,  Guinea Ecuatorial.

## Especies
Se reconocen las 6 siguientes según ASW:
| Nombre binomial      | Autor                                 |
| -------------------- | ------------------------------------- |
| Werneria bambutensis | (Amiet, 1972)                         |
| Werneria iboundji    | Rödel, Schmitz, Pauwels & Böhme, 2004 |
| Werneria mertensiana | Amiet, 1976                           |
| Werneria preussi     | (Matschie, 1893)                      |
| Werneria submontana  | Rödel, Schmitz, Pauwels & Böhme, 2004 |
| Werneria tandyi      | (Amiet, 1972)                         |